# کشتزارهای لندن
کشتزارهای لندن (به انگلیسی: London Fields) فیلمی مهیج و هیجان‌انگیز ساخت سال ۲۰۱۸ به کارگردانی ماتیو کالن با فیلمنامه ای از روبرتا هانلی و مارتین آمیس است که بر اساس رمانی به همین نام نوشته آمیس در سال ۱۹۸۹ ساخته شده است. در این فیلم بیلی باب تورنتون در نقش سامسون یانگ بازی می‌کند، نویسنده ای که به سختی بیمار است و به مدت ۲۰ سال از محاصره نویسنده رنج می‌برد. در این فیلم بازیگرانی همچون امبر هرد، جیم استارجس، تئو جیمز، جیسون آیزاک، کارا دلوین، اوبی ابیلی و جیمی الکساندر حضور دارند.
این فیلم برای نمایش در بخش ویژه سخنرانی‌ها در جشنواره بین‌المللی فیلم تورنتو ۲۰۱۵ انتخاب شد اما بعداً پس از شکایت کارگردان متیو کالن از تهیه‌کنندگان فیلم، متهم کردن آنها به کلاهبرداری و استفاده از نام وی برای تبلیغ، از فهرست جشنواره خارج شد. پس از اینکه سازندگان در دادخواست جداگانه ای با هرد به توافق رسیدند، لندن فیلدز در ۲۶ اکتبر ۲۰۱۸ با نمایشی در ایالات متحده آزاد شد و یک شکست مهم و تجاری بود. طبق گفته ناظران پشت صحنه اختلاف جانی دپ و امبر هرد از این فیلم شروع شد و در پشت صحنه این فیلم سر یکدیگر داد زده‌اند

## داستان
نیکولا ۶ سال است که می‌داند قاتلی قرار است او را به قتل برساند و در این مدت همیشه با ترس و اضطراب زندگی کرده، اما در نهایت پس از آشنایی با ۳ مرد، متوجه می‌شود که یکی از آن‌ها قاتل او خواهد بود.